# Guido (Ligny und St. Pol)
Guido von Luxemburg (franz.: Guy de Luxembourg; † gefallen am 22. August 1371 bei Baesweiler) war ein Graf von Ligny und (als Guido V.) von Saint-Pol, sowie Herr von Beauvoir, Roussy und Richebourg. Er war ein Sohn des Johann I. von Luxemburg-Ligny und der Alix von Dampierre.
Im Jahr 1350 heiratete er die bereits mit ihm verschwägerte Mathilde de Châtillon († 1371), die nach dem Tod ihres Bruders 1360 die Grafschaft Saint-Pol erbte, in deren Namen Guido dadurch ebenfalls als Graf von Saint-Pol auftreten konnte. Während des Hundertjährigen Krieges blieb er loyal zur Krone Frankreichs und vermittelte zwischen dem gefangenen König Johann II. und den Engländern. Für ihn wurde die Herrschaft Ligny zur Grafschaft aufgewertet.
In der Brabanter Fehde unterstützte Guido seinen Verwandten, Herzog Wenzel von Brabant, gegen dessen Feinde aus Jülich und Geldern. Dabei wurde er in der Schlacht bei Baesweiler getötet.
Aus seiner Ehe hatte er mehrere Kinder, darunter:
- Walram III. († 22. April 1415), Graf von Ligny und Saint-Pol
- Andreas († 1396), Bischof von Cambrai
- Johanna († 13. Oktober 1430), Gräfin von Ligny und Saint-Pol
- Margarete, ⚭ mit Jean III. de Werchin († gefallen 1415 bei Azincourt)
- Peter (* 20. Juli 1369; † 2. Juli 1387), Bischof von Metz und Kardinal, 1527 seliggesprochen
- Johann († 1397), Herr von Beauvoir und Richebourg, Graf von Brienne

| Vorgänger               | Amt                                                                      | Nachfolger  |
| ----------------------- | ------------------------------------------------------------------------ | ----------- |
| Guido IV. von Châtillon | Graf von Saint-Pol (de iure uxoris mit Mathilde von Châtillon) 1360–1371 | Walram III. |
| Johann I.               | Herr und Graf von Ligny 1364–1371                                        | Walram III. |

| Personendaten    | Personendaten                                              |
| ---------------- | ---------------------------------------------------------- |
| NAME             | Guido                                                      |
| ALTERNATIVNAMEN  | Guido von Luxemburg; Guy de Luxembourg; Guido V.           |
| KURZBESCHREIBUNG | Graf von Ligny und Saint-Pol, Herr von Roussy und Beauvoir |
| GEBURTSDATUM     | 13. Jahrhundert oder 14. Jahrhundert                       |
| STERBEDATUM      | 22. August 1371                                            |
| STERBEORT        | bei Baesweiler                                             |